# Cupa României (handbal feminin)
Cupa României la handbal feminin este o competiție oficială de handbal rezervată senioarelor organizată de Federația Română de Handbal și la care participă diverse echipe de club din Liga Națională și Divizia A. Cupa României este un turneu periodic și, cu unele excepții, a fost organizat anual. Ierarhia finală în această competiție stabilește și distribuția unora din echipele românești care vor juca anul următor în cupele europene.

## Istoric
Prima ediție a Cupei României a avut loc în sezonul competițional 1977-1978, fiind câștigată de Universitatea Timișoara. Întrecerea s-a desfășurat în general anual, dar în 1990-91, 1999-00, 2000-01, 2004-05, 2007-08, 2008-09 și 2009-10 nu a fost organizată, în unele cazuri datorită unui program aglomerat în anul competițional respectiv.

## Structura turneului
Încă de la înființare, Cupa României s-a desfășurat în cadrul campionatului regulat. Meciurile s-au jucat de-a lungul întregului an competițional, pe terenuri din orașe neutre, în sistem tur-retur. Ediția din 2003 a fost prima în care Cupa României s-a desfășurat ca turneu separat, dar cu meciuri tur-retur. Începând cu ediția din 2007, Cupa se desfășoară ca un turneu final, găzduit timp de câteva zile de o sală dintr-un singur oraș.

## Ediții
Tabelul de mai jos reprezintă o sintetizare a edițiilor Cupei României. Datele principale sunt preluate din enciclopedia „Istoria Jocului”, întocmită de profesorul Constantin Popescu, președintele Comisiei de Istorie și Statistică a Federației Române de Handbal. Enciclopedia este disponibilă spre consultare pe pagina oficială a FRH.
| 10-11 mai 2025 Detalii           | Sala Polivalentă „Rapid”, București (Final4)           | CSM București            | CS Gloria Bistrița       | HC Dunărea Brăila                             | CS Rapid București                                       |
| 20-21 aprilie 2024 Detalii       | Sala Sporturilor „Danubius”, Brăila (Final4)           | CSM București            | HC Dunărea Brăila        | CS Gloria Bistrița                            | CS Rapid București                                       |
| 20-21 mai 2023 Detalii           | Complexul Sportiv TeraPlast Arena, Bistrița (Final4)   | CSM București            | CSM Târgu Jiu            | HC Dunărea Brăila                             | CS Gloria Bistrița                                       |
| 21-22 mai 2022 Detalii           | Sala Sporturilor, Mioveni (Final4)                     | CSM București            | SCM Râmnicu Vâlcea       | CS Măgura Cisnădie                            | CS Rapid București                                       |
| 28-29 august 2021 Detalii        | Sala Sporturilor „Danubius”, Brăila (Final4)           | SCM Gloria Buzău         | CSM București            | HC Zalău                                      | CS Rapid București                                       |
| 5-6 septembrie 2020 Detalii      | Sala Polivalentă, București (Final4)                   | SCM Râmnicu Vâlcea       | CSM București            | SCM Gloria Buzău                              | CS Rapid București                                       |
| 19-21 aprilie 2019 Detalii       | Sala Polivalentă, Bistrița (Final4)                    | CSM București            | SCM Râmnicu Vâlcea       | HC Zalău                                      | CS Măgura Cisnădie                                       |
| 31 martie-1 aprilie 2018 Detalii | Sala Sporturilor Olimpia, Ploiești (Final4)            | CSM București            | HCM Râmnicu Vâlcea       | HC Dunărea Brăila                             | CSM Roman                                                |
| 19-20 mai 2017 Detalii           | Sala Sporturilor Olimpia, Ploiești (Final4)            | CSM București            | SCM Craiova              | CSM Bistrița                                  | CSM Unirea Slobozia                                      |
| 20-21 mai 2016 Detalii           | Sala Polivalentă, Cluj-Napoca (Final4)                 | CSM București            | HCM Roman                | HCM Baia Mare                                 | HC Dunărea Brăila                                        |
| 25-26 aprilie 2015 Detalii       | Sala Sporturilor Lascăr Pană, Baia Mare (Final4)       | HCM Baia Mare            | CSM București            | SCM Craiova                                   | CSU Neptun Constanța                                     |
| 23-27 aprilie 2014 Detalii       | Sala Polivalentă, Târgoviște                           | HCM Baia Mare            | HCM Roman                | Corona Brașov                                 | SCM Craiova                                              |
| 20-22 mai 2013 Detalii           | Sala Sporturilor Antonio Alexe, Oradea                 | HCM Baia Mare            | Corona Brașov            | CSM București                                 | HC Dunărea Brăila                                        |
| 19-21 mai 2011 Detalii           | Sala Sporturilor, Bacău                                | Oltchim Râmnicu Vâlcea   | HC Danubius Galați       | HC Dunărea Brăila                             | HCM Roman                                                |
| 4-6 mai 2007 Detalii             | Sala Polivalentă, Bistrița                             | Oltchim Râmnicu Vâlcea   | Rulmentul Brașov         | HCM Baia Mare                                 | „U” Jolidon Cluj                                         |
| 4 mai 2006 (finala) Detalii      | Separat de campionat Finala: Sala Transilvania, Sibiu  | Rulmentul Brașov         | Oltchim Râmnicu Vâlcea   | HCM Roman                                     | HC Zalău                                                 |
| 2004 Detalii                     | În cadrul campionatului, cu meciuri pe terenuri neutre | Rapid CFR București      | Universitatea Remin Deva | Silcotub Zalău                                | Oltchim Râmnicu Vâlcea                                   |
| 15 mai 2003 (finala) Detalii     | Separat de campionat Finala: București                 | Silcotub Zalău           | Oltchim Râmnicu Vâlcea   | Rapid CFR București (la egalitate cu Locul 4) | Remin Deva (la egalitate cu Locul 3)                     |
| 2002 Detalii                     | În cadrul campionatului, cu meciuri pe terenuri neutre | Oltchim Râmnicu Vâlcea   | Silcotub Zalău           | HC Oțelul Galați                              | Rulmentul Brașov                                         |
| 1999 Detalii                     | În cadrul campionatului, cu meciuri pe terenuri neutre | Oltchim Râmnicu Vâlcea   | Oțelul Sidex Galați      | Rapid Munplast București                      | Silcotub Zalău                                           |
| 1998 Detalii                     | În cadrul campionatului, cu meciuri pe terenuri neutre | Oltchim Râmnicu Vâlcea   | Silcotub Zalău           | Oțelul Sidex Galați                           | Hidrotehnica Constanța                                   |
| 1997 Detalii                     | În cadrul campionatului, cu meciuri pe terenuri neutre | Oltchim Râmnicu Vâlcea   | Silcotub Zalău           | HC Oțelul Galați                              | Rapid Munplast București                                 |
| 1996 Detalii                     | În cadrul campionatului, cu meciuri pe terenuri neutre | Oltchim Râmnicu Vâlcea   | Silcotub Zalău           | HC Oțelul Galați                              | Rapid Munplast București                                 |
| 1995 Detalii                     | În cadrul campionatului, cu meciuri pe terenuri neutre | Chimistul Râmnicu Vâlcea | Rulmentul Brașov         | Rapid București                               | Silcotub Zalău                                           |
| 1994 Detalii                     | În cadrul campionatului, cu meciuri pe terenuri neutre | Chimistul Râmnicu Vâlcea | Rapid București          | Hidrotehnica Constanța                        | Silcotub Zalău                                           |
| 1993 Detalii                     | În cadrul campionatului, cu meciuri pe terenuri neutre | Chimistul Râmnicu Vâlcea | Silcotub Zalău           | CFR Craiova (la egalitate cu Locul 4)         | Universitatea A.E.M. Timișoara (la egalitate cu Locul 3) |
| 1992 Detalii                     | În cadrul campionatului, cu meciuri pe terenuri neutre | Chimistul Râmnicu Vâlcea | Rapid București          | CS Știința Bacău                              | Hidrotehnica Constanța                                   |
| 1990 Detalii                     | În cadrul campionatului, cu meciuri pe terenuri neutre | Chimistul Râmnicu Vâlcea | CS Știința Bacău         | Terom Iași                                    | Hidrotehnica Constanța                                   |
| 1989 Detalii                     | În sistem tip campionat, în cadrul Daciadei            | CS Știința Bacău         | Terom Iași               | Chimistul Râmnicu Vâlcea                      | Rulmentul Brașov                                         |
| 1988 Detalii                     | În cadrul campionatului, cu meciuri pe terenuri neutre | CS Mureșul Târgu Mureș   | CS Știința Bacău         | Chimistul Râmnicu Vâlcea                      | Terom Iași                                               |
| 1987 Detalii                     | În cadrul campionatului, cu meciuri pe terenuri neutre | CS Mureșul Târgu Mureș   | CS Știința Bacău         | Chimistul Râmnicu Vâlcea                      | Terom Iași                                               |
| 1986 Detalii                     | În cadrul campionatului, cu meciuri pe terenuri neutre | CS Știința Bacău         | Chimistul Râmnicu Vâlcea | Rulmentul Brașov                              | Hidrotehnica Constanța                                   |
| 1985 Detalii                     | În cadrul campionatului, cu meciuri pe terenuri neutre | Terom Iași               | CS Știința Bacău         | Hidrotehnica Constanța                        | Rulmentul Brașov                                         |
| 1984 Detalii                     | În cadrul campionatului, cu meciuri pe terenuri neutre | Chimistul Râmnicu Vâlcea | Rulmentul Brașov         | CS Știința Bacău                              | Terom Iași                                               |
| 1983 Detalii                     | În cadrul campionatului, cu meciuri pe terenuri neutre | CS Știința Bacău         | Progresul București      | A.E.M. Timișoara                              | Rulmentul Brașov                                         |
| 1982 Detalii                     | În cadrul campionatului, cu meciuri pe terenuri neutre | CS Știința Bacău         | Constructorul Timișoara  | Confecția București                           | Rulmentul Brașov                                         |
| 1981 Detalii                     | În cadrul campionatului, cu meciuri pe terenuri neutre | Rulmentul Brașov         | Terom Iași               | CS Știința Bacău                              | Vulturul Ploiești                                        |
| 1980 Detalii                     | În cadrul campionatului, cu meciuri pe terenuri neutre | CS Știința Bacău         | Constructorul Baia Mare  | Terom Iași                                    | Progresul București                                      |
| 1979 Detalii                     | În cadrul campionatului, cu meciuri pe terenuri neutre | Confecția București      | Hidrotehnica Constanța   | Universitatea Timișoara                       | CS Știința Bacău                                         |
| 1978 Detalii                     | În cadrul campionatului, cu meciuri pe terenuri neutre | Universitatea Timișoara  | Constructorul Baia Mare  | Progresul București                           | Rapid București                                          |

Edițiile din anii competiționali 1990-91, 1999-00, 2000-01, 2004-05, 2007-08, 2008-09, 2009-10 și 2011-12 nu s-au organizat.

## Trofee după echipă
| Echipă                           | Număr de trofee | Anii obținerii trofeelor                                                     |
| -------------------------------- | --------------- | ---------------------------------------------------------------------------- |
| Oltchim/Chimistul Râmnicu Vâlcea | 13              | 1984, 1990, 1992, 1993, 1994, 1995, 1996, 1997, 1998, 1999, 2002, 2007, 2011 |
| CSM București                    | 8               | 2016, 2017, 2018, 2019, 2022, 2023, 2024, 2025                               |
| Știința/Universitatea Bacău      | 5               | 1980, 1982, 1983, 1986, 1989                                                 |
| HCM Baia Mare                    | 3               | 2013, 2014, 2015                                                             |
| Progresul/Mureșul Târgu Mureș    | 2               | 1987, 1988                                                                   |
| Rulmentul Brașov                 | 2               | 1981, 2006                                                                   |
| Universitatea Timișoara          | 1               | 1978                                                                         |
| Confecția București              | 1               | 1979                                                                         |
| Terom Iași                       | 1               | 1985                                                                         |
| Silcotub Zalău                   | 1               | 2003                                                                         |
| Rapid CFR București              | 1               | 2004                                                                         |
| SCM Râmnicu Vâlcea               | 1               | 2020                                                                         |
| SCM Gloria Buzău                 | 1               | 2021                                                                         |